# Greatest Hits Live (Ramones-album)
Greatest Hits Live är ett livealbum av Ramones, utgivet 1996. Albumet är inspelat på The Academy i New York 29 februari 1996.

## Låtlista
Alla låtar skrivna av Ramones om inte annat utges.
1. "Durango 95" (Johnny Ramone) – 1:31
2. "Blitzkrieg Bop" – 1:37
3. "Do You Remember Rock & Roll Radio?" – 3:00
4. "I Wanna Be Sedated" – 2:07
5. "Spider-Man" (Robert Harris, Paul Francis Webster) – 1:48
6. "I Don't Wanna Grow Up" (Kathleen Brennan, Tom Waits) – 2:24
7. "Sheena Is a Punk Rocker" – 1:46
8. "Rockaway Beach" – 1:31
9. "Strength to Endure" (Dee Dee Ramone, Daniel Rey) – 2:41
10. "Cretin Family" (Dee Dee Ramone, Rey) – 2:17
11. "Do You Wanna Dance" (Bobby Freeman) – 1:21
12. "We're a Happy Family" – 1:28
13. "The Crusher" (Dee Dee Ramone, Rey) – 2:10
14. "53rd & 3rd" – 1:46
15. "Beat on the Brat" – 2:42
16. "Pet Sematary" (Dee Dee Ramone, Rey) – 3:38
17. "R.A.M.O.N.E.S." (Michael Burston, Phil Campbell, Lemmy Kilmister, Phil Taylor) – 1:27
18. "Anyway You Want It" (Dave Clark) – 2:25

## Medverkande
- Joey Ramone – sång
- Johnny Ramone – gitarr
- C. J. Ramone – bas, sång
- Marky Ramone – trummor